# みなとみらい出入口

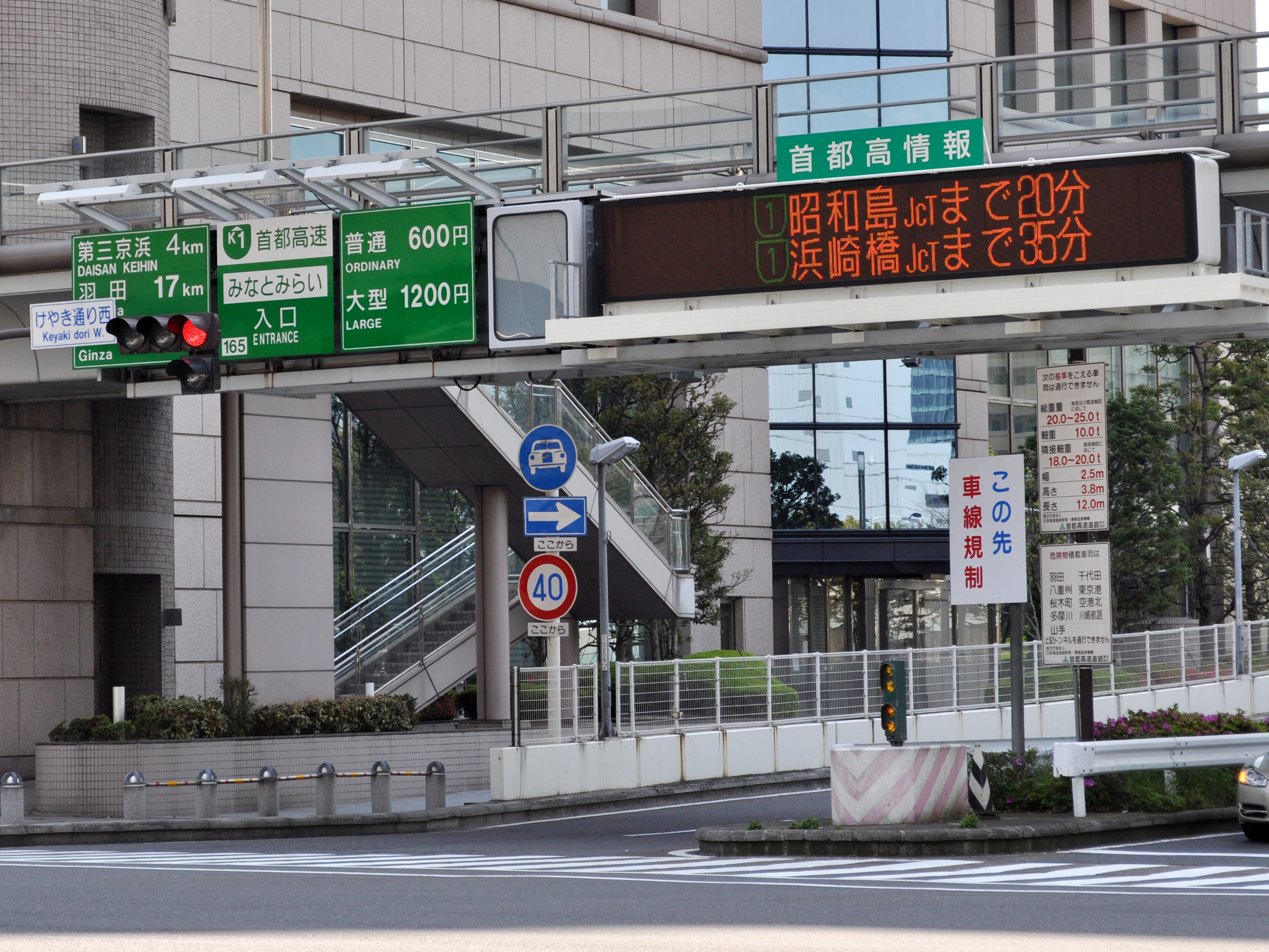
みなとみらい出入口（2010年5月）

みなとみらい出入口（みなとみらいでいりぐち）は、神奈川県横浜市西区にある首都高速神奈川1号横羽線の出入口である。
みなとみらい出入口と横浜公園出入口の間には桜木町トンネルが存在するが、危険物積載車両はこのトンネルを通行することができない。そのため、第三京浜方面からの危険物積載車両はこの出入口で出るように案内されている。
観光地のみなとみらい地区に至近のため、土休日（特に第三京浜方面から）は出口の渋滞が本線上にまで伸びることもある。
1989年の横浜博覧会の会期中は、南側のさくら通りに直接接続する仮設の「緑町ランプ」が設置されており、このランプウェイ跡地を利用してみなとみらい出入口が設置された。

## 歴史
- 1992年 - 供用開始。

## 料金所
総ブース数：4

### 第三京浜方面
- ブース数：2
  - ETC専用：1
  - ETC/一般：1

### 横浜横須賀道路方面
- ブース数：2
  - ETC専用：1
  - 一般：1

## 標識の表示

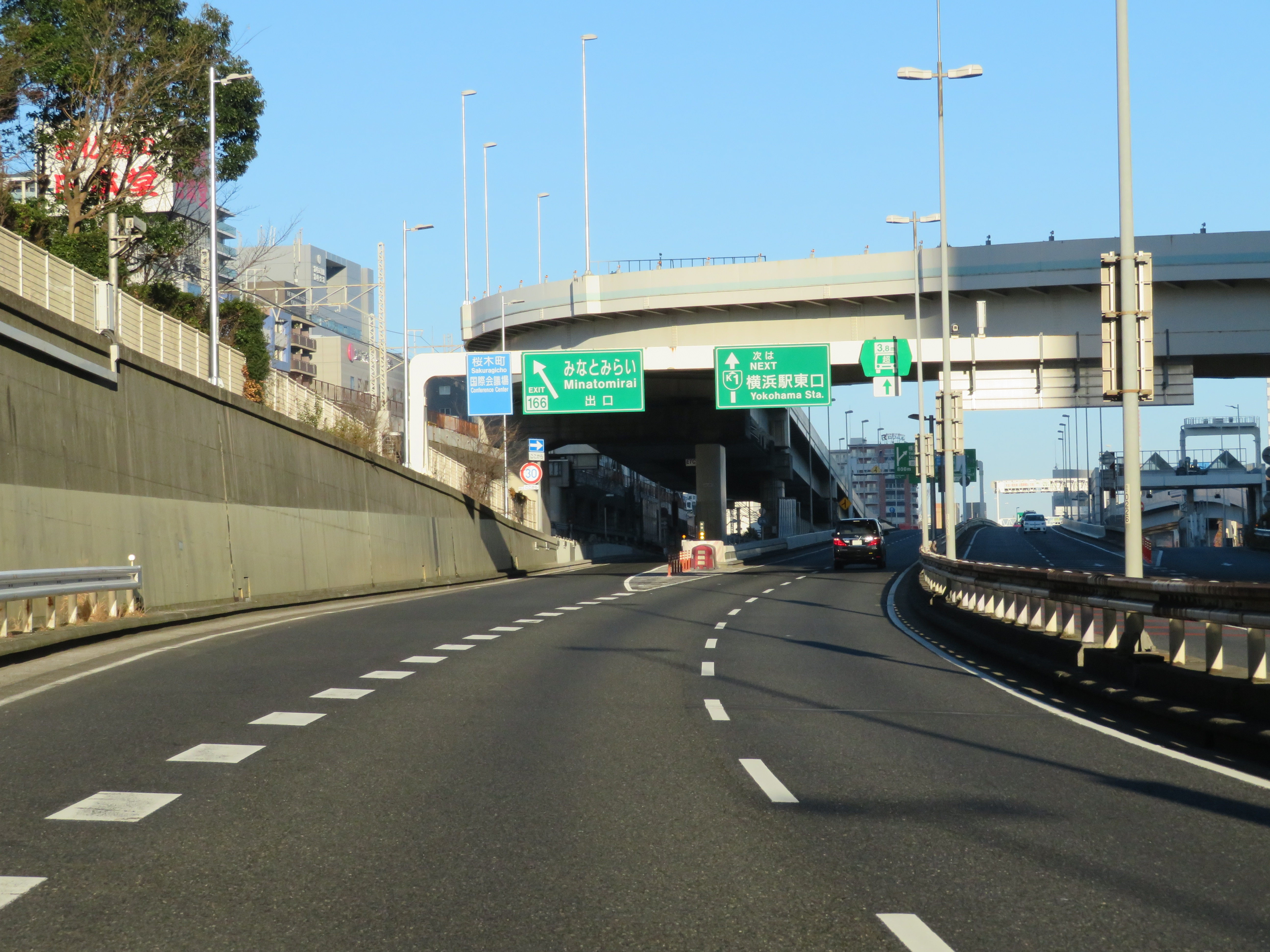
みなとみらい出入口（上り出口付近）

出口
- 出口 : みなとみらい
- 番号
  - 第三京浜方面 : 165
  - 横横道路方面 : 166
- 方面 : 桜木町 市役所 国際会議場

入口
- 入口 : みなとみらい
- 番号
  - 第三京浜方面 : 165
  - 横横道路方面 : 166

## 接続道路
直接接続
- 〈みなとみらい大通り〉

間接接続
- 国道16号

## 周辺
- 横浜みなとみらい21
  - ぴあアリーナMM
  - 横浜ランドマークタワー
  - MARK IS みなとみらい
  - 横浜美術館
  - みなとみらい駅
  - 横浜国際平和会議場（パシフィコ横浜）
  - 横浜アンパンマンこどもミュージアム
  - よこはまコスモワールド
- 桜木町駅
- 横浜市役所
- 横浜ベイクォーター

## 隣
首都高速神奈川1号横羽線
金港JCT - (164)横浜駅東口出入口 - (165)みなとみらい出入口（第三京浜方面） - (166)みなとみらい出入口（横横道路方面） - (167)横浜公園出入口 - (168)横浜公園出口 - 石川町JCT